# Edward Arden
Edward Arden (c. 1542-1583) est un noble anglais et chef de la famille Arden, martyr catholique.
Arden a vécu à Park Hall, Castle Bromwich, un domaine près de Birmingham actuel. Il était un catholique récusant et gardait un prêtre, Hugh Hall, chez lui déguisé en jardinier. Le gendre d’Arden, John Somerville, a élaboré un plan pour assassiner la reine Élisabeth Ire (reine d'Angleterre), mais a été arrêté bien avant qu’il ne puisse le tenter. Une purge de la maison d’Arden s’ensuivit, et Arden, qui n’était peut-être pas au courant du plan de Somerville, fut exécuté et décapité.
Arden est apparentée à Mary Arden, mère de William Shakespeare.

## Biographie
Il était à la tête d’une famille du Warwickshire; son père William est mort en 1545, et Edward a succédé à son grand-père Thomas Arden en 1563. Il a gardé la foi catholique et a caché dans sa maison, Park Hall à Castle Bromwich, un prêtre nommé Hall, dans le déguisement d’un jardinier. Ce prêtre influença John Somerville, le gendre d’Edward Arden, qui avait eu des contacts indirects avec Marie Stuart (elle avait visité Coventry en 1569).
Somerville parle de tuer la reine d’Angleterre et part pour Londres. Il a été arrêté, mis à l’épreuve et a avoué, impliquant son beau-père dans sa trahison et nommant le prêtre comme instigateur. Tous trois ont été jugés et condamnés à mort. Somerville s’est étranglé dans sa cellule (?). Arden fut pendu, tiré et écartelé à Smithfield (Londres) le 20 décembre 1583, mais le prêtre fut épargné. Les têtes d’Arden et de Somerville sont posées sur le pont de Londres à côté du crâne du comte de Desmond.
William Camden dans ses Annales reflétait l’opinion contemporaine en disant que l’exécution d’Arden était attribuable à la malice que Robert Dudley, 1er comte de Leicester, portait contre lui. Somerville a été jugé fou par Lord Burghley.

## Mariage et descendance
Arden épouse Mary Throckmorton (décédée en 1603), fille de Sir Robert Throckmorton et de sa première épouse, Muriel Berkeley, fille de Thomas (1472-1533), 5e baron Berkeley, par Eleanor Constable (c. 1485-1527), fille de Sir Marmaduke Constable, par qui il a eu au moins cinq fils et deux filles dont :
- Robert Arden.
- Margaret Arden, qui épouse John Somerville, avec qui elle a deux filles, Elizabeth et Alice.
- Katherine Arden, qui épouse Sir Edward Devereux, de Castle Bromwich, fils de Walter Devereux (1er vicomte Hereford).

## Sources
- (en) Cet article est partiellement ou en totalité issu de l’article de Wikipédia en anglais intitulé « Edward Arden » (voir la liste des auteurs).